# Sepiola atlantica
Espèce
Synonymes
- Heterosepiola atlantica (d'Orbigny, 1842)

Statut de conservation UICN

 DD  : Données insuffisantes
Sepiola atlantica, communément appelé la Sépiole d'Atlantique, est une espèce de seiches originaire de l'océan Atlantique. Cette seiche a une petite taille, son « manteau » ne dépassant pas (pour les deux sexes) environ 21 mm. La sépiole se nourrit de petites crevettes.

## Comportement
Comme tous les céphalopodes, grâce à des assemblages modulables et réactifs protéines structurales complexes de la famille de réflectines synthétisées et stockées dans des cellules particulières dites iridocytes ou iridophores cet animal peut changer de couleur et produire des couleurs iridescentes et ainsi se camoufler dans son environnement ou communiquer avec d'autres individus de son espèce.
Il peut aussi s'enfouir dans le sable en ne laissant émerger du substrat que ses yeux (voir vidéo ci-contre).

## Mollusque en philatélie

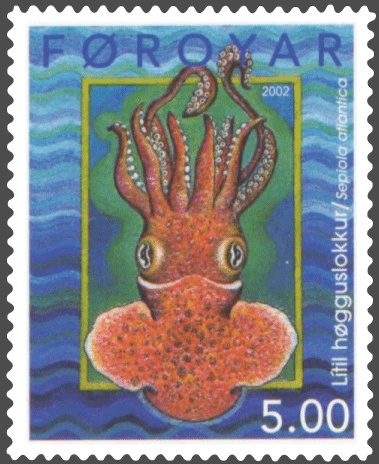
Sepiola atlantica sur un timbre des îles Féroé de 2002 par l'artiste danoise Astrid Andreasen.

Sepiola atlantica a fait l'objet d'un timbre des îles Féroé de 2002 par l'artiste danoise Astrid Andreasen.